# 兴宁区
兴宁区是中国广西壮族自治区南宁市所辖的一个市辖区，是广西壮族自治区首府南宁的七个城区之一。兴宁区地处北回归线以南南宁盆地中心，东南部与青秀区相邻，南部与江南区隔邕江相望，西部与西北部与西乡塘区相连，北部与武鸣区毗连，东北至昆仑关与宾阳县接壤。东西最大距离51.90公里，南北最大距离22公里。
2001年11月，撤销南宁市郊区，将原郊区的安吉镇、三塘镇和上尧乡的虎邱村划归南宁市兴宁区管辖。。區人民政府駐廂竹大道63號。

## 地理环境

### 土地面积
2018年，南宁市兴宁区土地面积723平方千米。其中粮食播种面积1.11万公顷，有林面积4.06万公顷，森林覆盖率53.33%。

### 地形地貌
南宁市兴宁区由东北向西南倾斜，呈缓块状。除北部、东部局部边界分别有海拔400米以上低山——六怀山、高峰岭和狮子岭及少量海拔110米左右二级台地之外，其余区域则地势平坦宽阔。境内最高峰白凿山海拔1006米，位于昆仑镇联光村；最低点安北下排沔，位于人民路北一里社区，海拔70米。兴宁区境内河道有朝阳溪、三塘河、沙江河、四塘河。

### 气候
兴宁区位于北回归线南侧，属湿润的亚热带季风气候，阳光充足，雨量充沛，霜少无雪，气候温和，夏长冬短，年平均气温在21.6度左右。冬季最冷的1月平均12.8摄氏度，夏季最热的7、8月平均28.2摄氏度。年均降雨量达1304.2毫米，平均相对湿度为79%，主要气候特点是炎热潮湿。一般夏季潮湿，而冬季稍显干燥，干湿季节分明。夏天比冬天长得多，炎热时间较长。春秋两季气候温和，集中的雨季是在夏天。

## 自然资源

### 动植物
南宁市兴宁区境内野生动植物主要有哺乳类、鸟类、鱼类、爬行类、两栖类和昆虫、节肢动物；有森林树木（优良速生树种）巨尾桉、尾叶桉等；珍贵树种有金花茶、佛肚树、加拿利海枣等；经济树种有龙眼、荔枝、芒果、番石榴等；分布最广树种有马尾松、湿地松、柠檬桉、龙眼、荔枝、芒果、扁桃、细叶榕、高山榕等。

## 人口
2019年，南宁市兴宁区年末总户数11.0783万户，户籍人口34.9414万人，其中男性17.5979万人，女性17.3435万人，城镇户籍人口24.444万人，常住人口44.78万人。
根據第七次全国人口普查數據，截至2020年11月1日零時，興寧區常住人口為615485人。

### 民族
2019年，南宁市兴宁区有汉、壮、苗、瑶、垌、回、蒙古、满等16个民族，少数民族人口19.35万人，占总人口63.50%；其中壮族18.79万人。 

## 经济
2019年，兴宁区地区生产总值完成390.31亿元，同比增长4.3%；2019年，兴宁区居民人均可支配收入37520元，同比增长7.6%。

## 行政区划
兴宁区下辖3个街道办事处、3个镇：
民生街道、朝阳街道、兴东街道、三塘镇、五塘镇和昆仑镇。

## 交通

### 公路
- 南宁绕城高速、 三南高速、 242国道、 322国道

### 地鐵
- █ 1号线的车站有朝陽廣場站、火車站。
- █ 2号线的车站有朝陽廣場站、火車站。
- █ 3号线的车站有長堽路站、東溝嶺站、小雞村站、興桂路站、大雞村站、邕武路站。
- █ 5号线的车站有虎邱站、獅山公園站、小雞村站、邕賓立交站、降橋站、金橋客運站。

## 风景名胜
- 崑崙關戰役舊址